# Arsenopyrit
Arsenopyrit, veraltet oder bergmännisch unter anderem auch als Arsenkies, Giftkies oder Mißpickel bekannt, ist ein häufig vorkommendes Mineral aus der Mineralklasse der „Sulfide und Sulfosalze“ mit der idealisierten chemischen Zusammensetzung FeAsS und damit chemisch gesehen ein Eisen-Arsen-Sulfid.
Arsenopyrit kristallisiert im monoklinen Kristallsystem und entwickelt tafelige bis prismatische oder blockige Kristalle, die meist entlang der c-Achse gestreift sind. Verbreitet sind auch pseudo-oktaedrische oder pseudo-orthorhombische Kristallzwillinge sowie sternförmige Drillinge. Daneben findet er sich in Form körniger bis kompakter Mineral-Aggregate.
Das Mineral ist in jeder Form undurchsichtig (opak) und zeigt auf den Oberflächen der im frischen Zustand zinnweißen bis stahlgrauen Kristalle einen metallischen Glanz. Mit der Zeit laufen diese aber dunkel oder bunt schillernd an. Seine Strichfarbe ist dagegen stets grauschwarz bis schwarz.

## Etymologie und Geschichte
Chemisch gesehen ist Arsenopyrit ein isomorphes Gemisch aus Löllingit (Eisendiarsenid, FeAs2) und Pyrit (Eisendisulfid, FeS2). Dieser Zusammensetzung verdankt es auch seinen Namen.
Erstmals beschrieben wurde Arsenopyrit 1847 durch Ernst Friedrich Glocker.
Arsenopyrit war bereits lange vor der Gründung der International Mineralogical Association (IMA) bekannt und als eigenständige Mineralart anerkannt. Damit hätte Arsenopyrit theoretisch den Status eines grandfathered Mineral. In der 1962 erfolgten Publikation der IMA: Commission on new minerals and mineral names empfahl die Kommission allerdings die Bezeichnung Arsenopyrit statt des parallel verwendeten Namens Mispickel zu bevorzugen. Da dies automatisch eine nachträgliche Ankerkennung für den Arsenopyrit bedeutete, wird das Mineral seitdem in der „Liste der Minerale und Mineralnamen“ der IMA unter der Summenanerkennung „IMA 1962 s.p.“ (special procedure) geführt. Die ebenfalls von der IMA/CNMNC anerkannte Kurzbezeichnung (auch Mineral-Symbol) von Arsenopyrit lautet „Apy“.
Ein Aufbewahrungsort für das Typmaterial des Minerals ist nicht dokumentiert.

## Klassifikation
Bereits in der veralteten 8. Auflage der Mineralsystematik nach Strunz gehörte der Arsenopyrit zur Mineralklasse der „Sulfide und Sulfosalze“ und dort zur Abteilung der „Sulfide mit M : S < 1 : 1“, wo er als Namensgeber die „Arsenopyritgruppe“ mit der Systemnummer II/C.09 und den weiteren Mitgliedern Glaukodot und Gudmundit bildete.
Im zuletzt 2018 überarbeiteten und aktualisierten Lapis-Mineralienverzeichnis nach Stefan Weiß, das sich aus Rücksicht auf private Sammler und institutionelle Sammlungen noch nach dieser klassischen Systematik von Karl Hugo Strunz richtet, erhielt das Mineral die System- und Mineral-Nr. II/D.22-10. In der „Lapis-Systematik“ entspricht dies ebenfalls der Abteilung „Sulfide mit Metall : S,Se,Te < 1 : 1“, wo Arsenopyrit zusammen mit Alloklas, Glaukodot, Gudmundit, Osarsit und Ruarsit die „Arsenopyritgruppe“ mit der Systemnummer II/D.22 bildet.
Die von der International Mineralogical Association (IMA) zuletzt 2009 aktualisierte 9. Auflage der Strunz’schen Mineralsystematik ordnet den Arsenopyrit dagegen in die Abteilung der „Metallsulfide mit M : S ≤ 1 : 2“ ein. Diese ist zudem weiter unterteilt nach dem genauen Stoffmengenverhältnis und den in der Verbindung vorherrschenden Metallen, so dass das Mineral entsprechend seiner Zusammensetzung in der Unterabteilung „M : S = 1 : 2, mit Fe, Co, Ni, PGE usw.“ zu finden ist, wo es zusammen mit Gudmundit, Osarsit, Paxit und Ruarsit die „Arsenopyritgruppe“ mit der Systemnummer 2.EB.20 bildet.
Die vorwiegend im englischen Sprachraum gebräuchliche Systematik der Minerale nach Dana ordnet den Arsenopyrit ebenfalls in die Klasse der „Sulfide und Sulfosalze“ und dort in die Abteilung der „Sulfidminerale“ ein. Auch hier ist er in der „Arsenopyritgruppe (monoklin: P21/c (Pseudo-orthorhombisch))“ mit der Systemnummer 02.12.04 innerhalb der Unterabteilung „Sulfide – einschließlich Seleniden und Telluriden – mit der Zusammensetzung AmBnXp, mit (m+n) : p = 1 : 2“ zu finden.

## Chemismus
Die idealisierte, theoretische Zusammensetzung von Arsenopyrit (FeAsS) besteht aus 34,30 % Eisen (Fe), 46,01 % Arsen (As) und 19,69 % Schwefel (S). Die chemische Zusammensetzung variiert allerdings im Allgemeinen von FeAs1,1S0,9 bis FeAs0,9S1,1. Zudem konnten bei natürlichen Mineralproben auch geringe Fremdbeimengungen von Cobalt (Co) und Bismut (Bi) gefunden.

## Kristallstruktur
Arsenopyrit kristallisiert monoklin in der Raumgruppe P21/c (Raumgruppen-Nr. 14) mit den Gitterparametern a = 5,74 Å; b = 5,65 Å; c = 5,76 Å und β = 110,6° sowie 4 Formeleinheiten pro Elementarzelle.

## Eigenschaften
Man erkennt Arsenopyrit an seinem bitteren Geruch, wenn es gebrochen wurde oder in Pulverform vorliegt. In Schwefelsäure löst er sich unter Abscheidung von Schwefel. Eine Probe auf Kohle gesetzt bildet vor der Lötlampe eine schwarze, magnetische Kugel.

## Modifikationen und Varietäten

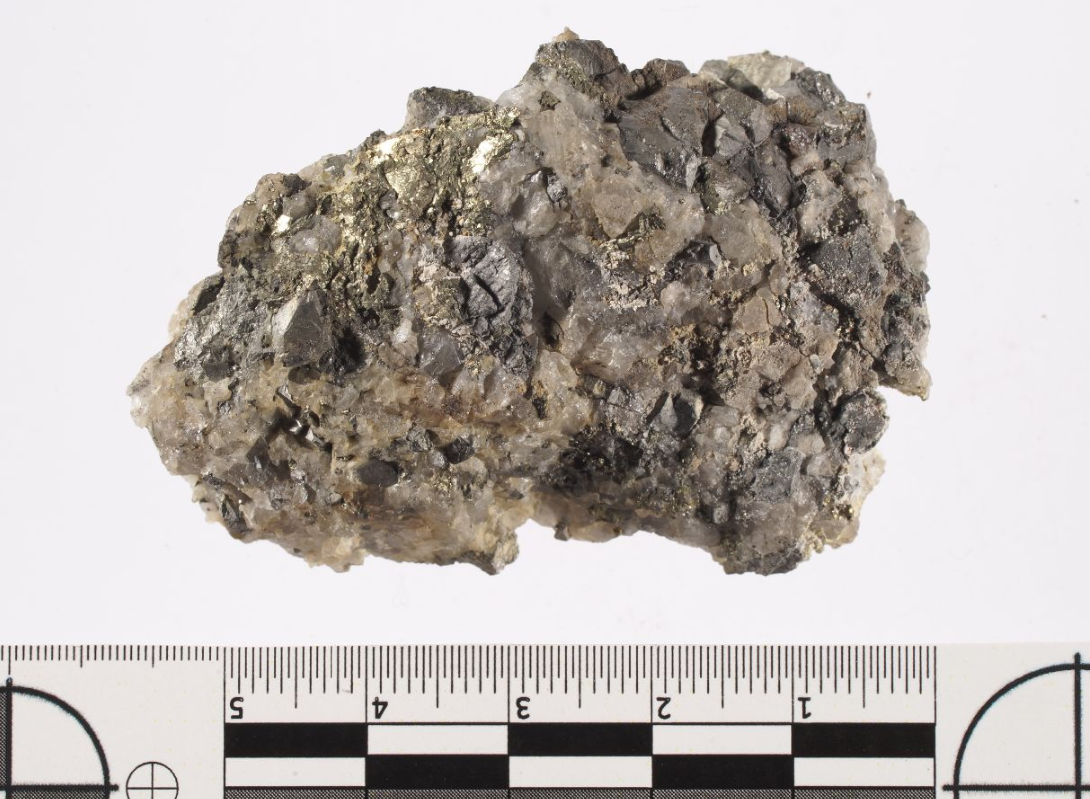
Danait aus Franconia, New Hampshire, USA. Sammlung: Wolfgang Sartorius von Waltershausen (1856), Geowissenschaftliches Museum der Universität Göttingen

Danait (Kobalt-Arsenopyrit, Kobaltarsenkies) ist die bisher einzige bekannte Varietät. Durch einen Massengehalt von etwa 6 bis 12 % Cobalt ist Danait etwas weicher als Arsenopyrit.

## Bildung und Fundorte

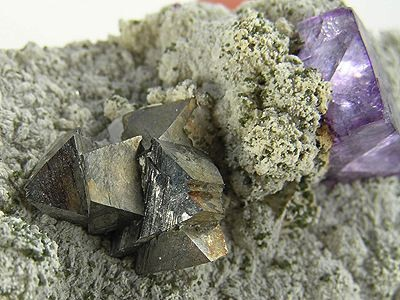
Arsenopyrit auf Quarz mit Fluorit aus der Yaogangxian Mine, Hunan, China

Arsenopyrit bildet sich hydrothermal in Mineralgängen und Greisen, sowie durch Metamorphose in Skarn, Gneis und Glimmerschiefer. Er findet sich oft in Paragenese mit Chalkopyrit, Galenit, Kassiterit, Pharmakosiderit, Pyrrhotit, Pyrit, Scheelit und vielen anderen. Auch Gold und Silber sind oft mechanisch in feinster Form beigemengt.
Als häufige Mineralbildung ist Arsenopyrit an vielen Orten anzutreffen, wobei bisher rund 5600 Fundorte (Stand: 2010) als bekannt gelten. In Deutschland wurde das Mineral in Freiberg, Ehrenfriedersdorf, Thalheim/Erzgeb. (daher auch der Name „Thalheimit“), Harz, Hunsrück, Schwarzwald, Fichtelgebirge und im Sauerland gefunden. In Österreich trat es in mehreren Regionen des Burgenlandes, von Kärnten, Niederösterreich, Salzburg, der Steiermark, von Nord- und Osttirol sowie von Oberösterreich auf.
Weitere Fundorte sind Ägypten, Albanien, Algerien, die Antarktis, Argentinien, Armenien, Aserbaidschan, Äthiopien, Australien, Belgien, Bolivien, Bulgarien, Burkina Faso, Burundi, Chile, China, Ecuador, El Salvador, Eritrea, Fidschi, Finnland, Frankreich, Georgien, Ghana, Griechenland, Grönland, Guatemala, Guinea, Honduras, Indien, Indonesien, im Iran, in Irland, Italien, Japan, Kambodscha, Kanada, die Kanalinsel Jersey, Kasachstan, Kirgisistan, Kolumbien, die Demokratische Republik Kongo, Nord- und Südkorea, im Kosovo, Kuba, Madagaskar, Malaysia, Mali, Marokko, Mauretanien, Mexiko, der Mongolei, Myanmar, Namibia, Neuseeland, Niger, Nigeria, Nordmazedonien, Norwegen, Papua-Neuguinea, Peru, den Philippinen, Polen, Portugal, Ruanda, Rumänien, Russland, Saudi-Arabien, Schweden, der Schweiz, in Serbien, Simbabwe, Slowakei, Slowenien, Spanien, Südafrika, Sudan, Eswatini, Tadschikistan, Taiwan, Tansania, Thailand, Tschechien, Tunesien, Türkei, Ukraine, Ungarn, Usbekistan, im Vereinigten Königreich (Großbritannien), die Vereinigten Staaten von Amerika und in Vietnam.
Auch in Mineralproben vom Mittelatlantischen Rücken konnte Arsenopyrit nachgewiesen werden.

## Verwendung

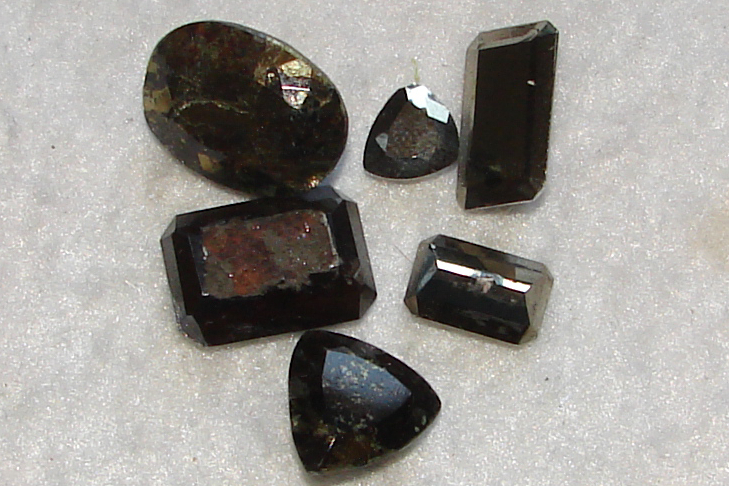
Mehrere Arsenopyrite im Facettenschliff

Arsenopyrit ist das wichtigste Erz zur Gewinnung von Arsen.
Als Schmuckstein findet Arsenopyrit keine Verwendung. Gelegentlich werden geeignete Steine allerdings von Hobbyschleifern für Sammler geschliffen.